# 吉林省
吉林省（きつりんしょう、中国語:吉林省、拼音:Jílín Shěng、満洲語: ᡤᡞᠷᡞᠨ
ᡤᠣᠯᠣ　転写：girin golo、英語: Jilin）は、中華人民共和国東北部に位置する省。省都は長春市。人口は約2407万人。

## 地理
北部を黒竜江省、西部を内モンゴル自治区、南部を遼寧省と接す。また東部はロシアと接し、南東部は朝鮮民主主義人民共和国（北朝鮮）と接する。中部には南から延びてきた遼東大平原が広がり、東部は長白山系を中心とする森林地帯、西部も大興安嶺の山岳地帯となっている。

## 歴史

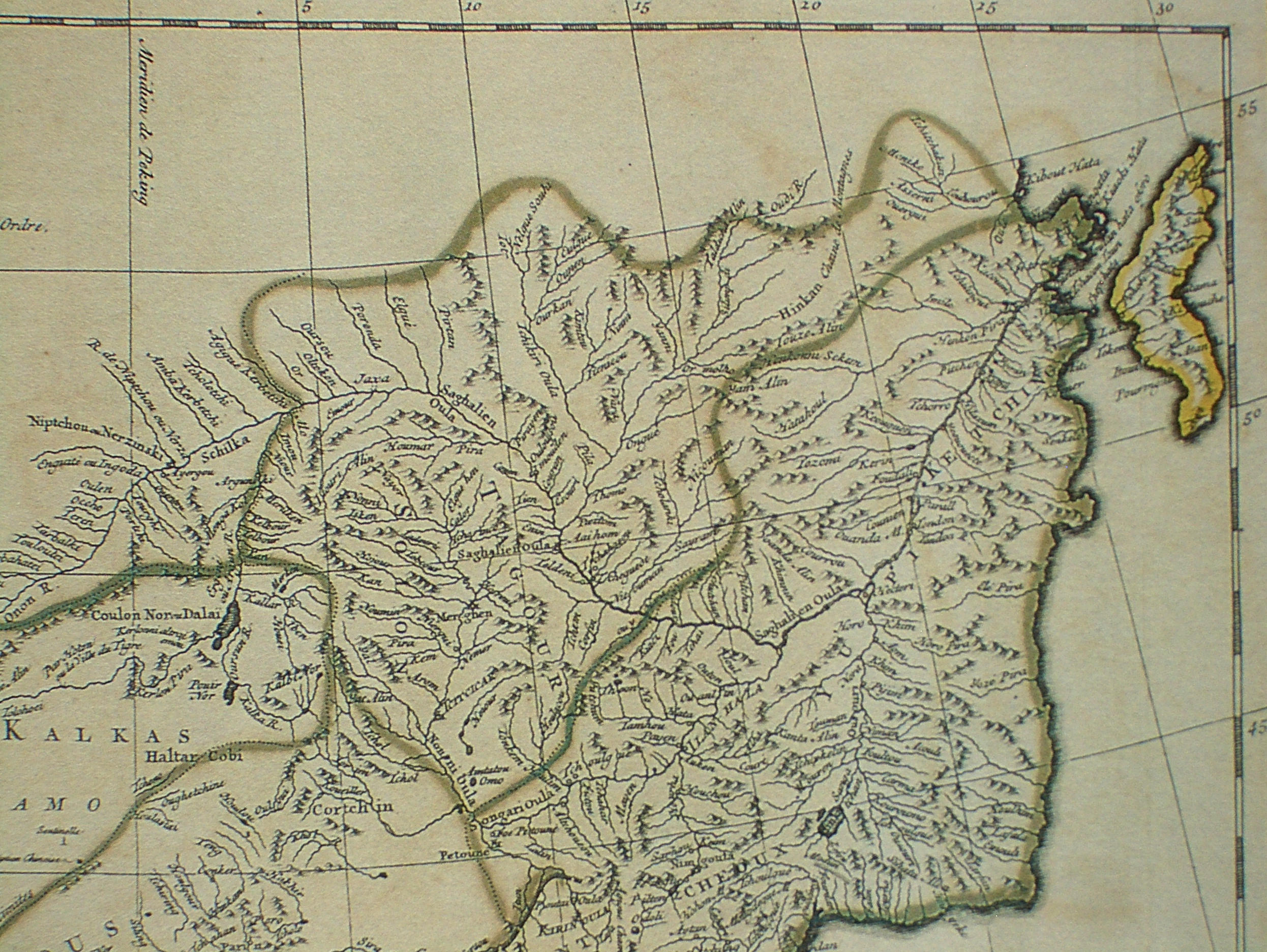
清に滞在したイエズス会士、Jean-François Gerbillon（1697年–1782年）が作成した清国全図のうち、アムール川流域の拡大図。アムール川中流をまたぐ中央の部分が黒竜江将軍、アムール下流から沿海州に至る右の部分が吉林将軍。河口の小さな島は樺太北端部を描いたもの。

### 近代以前
省東部の森林地帯はツングース系狩猟民族の住地であり、中部平原地帯には濊貊系の夫余が古くから建国し、夫余から分かれた高句麗も省西南部の集安を拠点に一大国家を形成した。高句麗滅亡後は辰国（渤海）が敦化の東牟山に建国、後黒竜江省南部の上京龍泉府に都を移した。渤海が契丹に滅ぼされると東丹国の版図とされたが、まもなく女真の活動地域となり、女真民族はその後金王朝を樹立して中国北部を支配した。金朝が滅亡し元朝の支配が開始されると、その統治の下に女真族が狩猟及び農耕による生産活動が行われ、明末まで中央の緩やかな統制による女真族の活動範囲となった。明末に急速に勢力を拡大した女真族は、その後満洲族として周辺諸族を統合し清朝を樹立し中国全土を支配するようになった。
具体的な行政区画としては清初、1676年にニングタ将軍（寧古塔将軍）が吉林に移駐したのが吉林省設置の始まりで、吉林将軍の管轄範囲は現在の吉林省中東部、黒竜江省東南部からアムール川以北、ウスリー江以東の、日本海や間宮海峡沿岸に至る広大な地域に及んだ。しかしアムール川以北は1858年のアイグン条約で、ウスリー川以東は1860年の北京条約で、ロシア帝国に割譲された。

### 近現代
清代は長白山を皇室を構成する満族の聖地としており他民族の立ち入りが制限されていたが、朝鮮族による移住が行われていた。
1907年、清朝により吉林省が正式に設置され、吉林府を省会とした、現在の吉林、黒竜江の大部分を管轄し、吉長、浜江（ハルビン）、依蘭（三姓）、延吉の四道を設置した。
中華民国が成立すると吉林省が設置されたが、民初はその統治権が及ばず、国民政府による行政権が及んだのは1928年1月の易幟以降である。その後は吉林県（永吉県）を省会とし、満洲事変まで沿襲された。この時期には朝鮮が日本に併合されたため、多くの朝鮮人が越境し現在の延辺朝鮮族自治州を中心に吉林省東部に移住し間島という地域を形成した（中華人民共和国成立後に民族自治州が設定された）。
1920年代以降、鉄道建設により交通の要衝であった長春県の経済的重要性が高まり、1932年の満洲国建国に際しては新京特別市となり、首都として吉林省から分離されている。
1945年の日本の敗戦以降、吉林省は国共内戦の舞台となった。1949年の中華人民共和国以降も吉林市（1947年設置）が省会とされたが、1954年に長春市に移転している。
現在は中国の経済発展に伴い、朝鮮族が多く居住する地域には大韓民国からの投資が活発に行われている。

## 行政区域
下部に1副省級市と7地級市と1自治州を管轄する。詳細については下記データボックスを参照。
| №                | 名称             | 中国語表記       | 拼音                         | 面積 (Km2)       | 人口 (2020)      | 政府所在地       |
| 吉林省の行政区画 | 吉林省の行政区画 | 吉林省の行政区画 | 吉林省の行政区画             | 吉林省の行政区画 | 吉林省の行政区画 | 吉林省の行政区画 |
| ---------------- | ---------------- | ---------------- | ---------------------------- | ---------------- | ---------------- | ---------------- |
|                  |                  |                  |                              |                  |                  |                  |
| — 副省級市 —     |                  |                  |                              |                  |                  |                  |
| 1                | 長春市           | 长春市           | Chángchūn Shì                | 20571.00         | 9,066,906        | 南関区           |
| — 地級市 —       |                  |                  |                              |                  |                  |                  |
| 2                | 白城市           | 白城市           | Báichéng Shì                 | 25692.29         | 1,551,378        | 洮北区           |
| 3                | 白山市           | 白山市           | Báishān Shì                  | 17473.73         | 968,373          | 渾江区           |
| 4                | 吉林市           | 吉林市           | Jílín Shì                    | 27659.79         | 3,623,713        | 船営区           |
| 5                | 遼源市           | 辽源市           | Liáoyuán Shì                 | 5140.45          | 996,903          | 竜山区           |
| 6                | 四平市           | 四平市           | Sìpíng Shì                   | 14382.34         | 1,814,733        | 鉄西区           |
| 7                | 松原市           | 松原市           | Sōngyuán Shì                 | 21089.38         | 2,252,994        | 寧江区           |
| 8                | 通化市           | 通化市           | Tōnghuà Shì                  | 15607.80         | 1,812,114        | 東昌区           |
| — 自治州 —       |                  |                  |                              |                  |                  |                  |
| 9                | 延辺朝鮮族自治州 | 延边朝鲜族自治州 | Yánbiān Cháoxiǎnzú Zìzhìzhōu | 43509.10         | 1,986,339        | 延吉市           |

## 教育
- 吉林大学
- 東北師範大学
- 長春中医薬大学
- 延辺大学
- 北華大学
- 長春大学
- 吉林農業大学
- 吉林師範大学
- 長春理工大学
- 長春工業大学
- 中国人民解放軍装甲兵技術学院
- 東北電力大学
- 吉林財経大学
- 吉林建筑大学
- 吉林化工学院
- 長春工程学院
- 長春財経学院
- 長春光華学院
- 吉林工程技術師範学院
- 白城師範学院
- 吉林体育学院
- 吉林警察学院
- 吉林芸術学院
- 吉林農業科技学院
- 吉林工商学院
- 通化師範学院
- 吉林外国語大学
- 吉林建筑科技学院
- 長春理工大学光电信息学院
- 長春工业大学人文信息学院
- 東北師範大学人文学院
- 長春大学旅行学院
- 長春科技学院
- 吉林師範大学博達学院
- 吉林動画学院

## 人口
2020年第七次国勢調査によると人口は約2407万人である。うち漢族人口は2199万人、少数民族は209万人となっている。
1990年には2466万人、2000年には2728万人、2010年には2746万人であった。1990年から2000年にかけての人口増減率は10.63%であったが、2000年から2010年にかけては0.67%と停滞し、2010年から2020年にかけてはマイナス12.34%と減少に転じた。減少率は黒竜江省に次ぐ本土ワースト2位で、長春市を除くすべての地級市・自治州で人口が減少している。

## 文化
吉林市と集安市が国家歴史文化名城に指定されている。
また、集安市にある高句麗遺跡は2004年、高句麗前期の都城と古墳としてユネスコ世界遺産に登録された。高句麗については中国と韓国の間で中国の少数民族地方政権とみるか、朝鮮史の一部と見るかで論争が展開している。

## 友好都市
- 日本宮城県
- 日本鳥取県
- 大韓民国江原特別自治道
- アメリカ合衆国メイン州
- カナダサスカチュワン州